# Championnat du Luxembourg de football 1922-1923
Navigation
Saison précédente Saison suivante
La saison 1922-1923 du Championnat du Luxembourg de football était la 13e édition du championnat de première division au Luxembourg. Huit clubs sont regroupés au sein d'une poule unique où ils se rencontrent deux fois, à domicile et à l'extérieur. En fin de saison, les deux derniers du classement sont relégués et remplacés par les deux meilleurs clubs de Promotion d'Honneur, la deuxième division luxembourgeoise.
C'est le club des Red Boys Differdange qui remporte le titre en terminant en tête du classement final avec un seul point d'avance sur le Stade Dudelange et 7 sur le tenant du titre, le Fola Esch. C'est le tout premier titre de champion du Luxembourg de l'histoire du club. Pour la deuxième année, les deux clubs issus de Promotion d'Honneur n'arrivent pas à se maintenir et sont relégués en fin de saison, sans même marquer un seul point pour le SC Tétange. Le Fola Esch gagne tout de même un titre cette saison en remportant la Coupe du Luxembourg.

## Les 8 clubs participants
| - Sporting Club Luxembourg - SC Tétange - Promu de Division d'Honneur - Red Boys Differdange - Jeunesse d'Esch - Fola Esch - Stade Dudelange - Union Luxembourg - Racing Club Luxembourg - Promu de Division d'Honneur |

## Compétition

### Classement
Le barème utilisé pour établir le classement est le suivant :
- Victoire : 2 points
- Match nul : 1 point
- Défaite, forfait ou abandon : 0 point

| Rang | Équipe                     | Pts | J  | G  | N | P  | Bp | Bc | Diff |  | Résultats (▼ dom., ► ext.) | Dif | Dud | Fol | Jeu | Uni  | Spo | Rac | Tét |
| ---- | -------------------------- | --- | -- | -- | - | -- | -- | -- | ---- |  | -------------------------- | --- | --- | --- | --- | ---- | --- | --- | --- |
| 1    | Red Boys Differdange       | 23  | 14 | 10 | 3 | 1  | 52 | 20 | +32  |  | Red Boys Differdange       |     | 1-1 | 1-4 | 3-1 | 5-1  | 4-0 | 5-0 | 6-1 |
| 2    | Stade Dudelange            | 22  | 14 | 9  | 4 | 1  | 36 | 17 | +19  |  | Stade Dudelange            | 2-2 |     | 2-1 | 1-1 | 6-1  | 3-1 | 3-1 | 2-1 |
| 3    | CS Fola Esch (T) (C)       | 16  | 14 | 7  | 2 | 5  | 44 | 27 | +17  |  | CS Fola Esch (T) (C)       | 3-4 | 3-4 |     | 6-3 | 10-3 | 0-1 | 2-2 | 4-0 |
| 4    | Jeunesse d'Esch            | 14  | 14 | 6  | 2 | 6  | 32 | 36 | -4   |  | Jeunesse d'Esch            | 3-5 | 1-3 | 2-3 |     | 3-0  | 4-2 | 1-0 | 2-0 |
| 5    | Union Luxembourg           | 14  | 14 | 6  | 2 | 6  | 29 | 41 | -12  |  | Union Luxembourg           | 1-4 | 1-0 | 1-1 | 2-3 |      | 4-1 | 2-1 | 5-1 |
| 6    | Sporting Club Luxembourg   | 12  | 14 | 5  | 2 | 7  | 26 | 35 | -9   |  | Sporting Club Luxembourg   | 1-7 | 2-2 | 3-2 | 3-3 | 2-3  |     | 1-0 | 6-0 |
| 7    | Racing Club Luxembourg (P) | 11  | 14 | 4  | 3 | 7  | 31 | 27 | +4   |  | Racing Club Luxembourg (P) | 2-2 | 1-4 | 0-2 | 5-1 | 3-3  | 2-0 |     | 6-0 |
| 8    | SC Tétange (P)             | 0   | 14 | 0  | 0 | 14 | 10 | 57 | -47  |  | SC Tétange (P)             | 0-3 | 0-3 | 1-3 | 3-4 | 1-2  | 1-3 | 1-8 |     |

## Bilan de la saison
| Championnat du Luxembourg de football 1922-1923 |                                  |
| Champion                                        | Red Boys Differdange (1er titre) |
| Coupes et trophées                              |                                  |
| Vainqueur de la Coupe du Luxembourg 1922-1923   | Fola Esch                        |
| Promotions et relégations                       |                                  |
| Promus en Première Division                     | Red Black Pfaffenthal            |
| Promus en Première Division                     | Éclair Bettembourg               |
| Relégués en Division d'Honneur                  | Racing Club Luxembourg           |
| Relégués en Division d'Honneur                  | SC Tétange                       |